# Ian Hutchings
Ian Guy Hutchings (Harare, 26 maart 1968) is een Zimbabwaanse golfprofessional die actief is op de Sunshine Tour. Hij speelde ook op de Canadese PGA Tour, van 1994 tot 1998.

## Loopbaan
Voordat Hutchings een golfprofessional werd in 1988, was hij een golfamateur. Als golfamateur won hij twaalf toernooien. In 1994 behaalde Hutchings zijn eerste profzege op de Southern Africa Tour (nu gekend als de Sunshine Tour) door de Iscor Newcastle Classic te winnen.
Van 1994 tot 1998 speelde Hutchings op de Canadese PGA Tour waar hij drie toernooien won. Daarnaast won hij ook het Chile Open, in 1994.
In 1996 behaalde Hutchings op de Southern Africa Tour zijn tweede zege door de FNB Pro Series van Eastern Cape te winnen.

## Prestaties

### Amateur
- 12 amateurzeges
- 1987/88 Springbok

### Professional
Sunshine Tour
- 1994: Iscor Newcastle Classic
- 1996: FNB Pro Series: Eastern Cape

Canadese PGA Tour
- 1994: Klondike Classic
- 1995: Alberta Open
- 1997: Edmonton Open

Overige
- 1992: Bidvest Sun City Pro-Am (Zuid-Afrika)
- 1995: Chile Open (Chili)
- 1998: BCT Tel Open